# Seltannasaggart
Seltannasaggart är ett berg i republiken Irland.   Det ligger i grevskapet County Leitrim och provinsen Connacht, i den norra delen av landet, 150 km nordväst om huvudstaden Dublin. Toppen på Seltannasaggart är 428 meter över havet, eller 133 meter över den omgivande terrängen. Bredden vid basen är 6,9 km.
Terrängen runt Seltannasaggart är huvudsakligen kuperad, men österut är den platt.Runt Seltannasaggart är det glesbefolkat, med 18 invånare per kvadratkilometer. Närmaste större samhälle är Manorhamilton, 19,7 km norr om Seltannasaggart. Trakten runt Seltannasaggart består i huvudsak av gräsmarker.